# Santino Garsi da Parma
Santino Garsi da Parma, detto anche Santino La Garsa e Valdes. (Parma, 22 febbraio 1542 – Parma, 17 gennaio 1604) è stato un musicista e compositore italiano.

## Biografia
Nacque a Parma nel 1542 da Nicola e Maria Caterina e studiò a Roma, dove mostrò precocemente la sua attitudine come strumentista e come compositore. 
Fu poi richiamato a Parma alla corte del duca Ranuccio I Farnese, che, amante della musica, lo insignì del titolo di liutista di corte e insegnante dei paggi dal 1º ottobre 1594, cariche che mantenne fino alla morte.
La musica di Santino Garsi da Parma è conservata in due manoscritti di intavolature per liuto: una collezione del 1590 contenente anche le composizioni di altri autori famosi come Orazio Vecchi, Cristofano Malvezzi, Alessandro Striggio, è conservata nella Koninklijke Bibliotheek van België (Biblioteca Reale) a Bruxelles; il secondo manoscritto del 1620 è conservato nella Staatsbibliothek (Biblioteca di Stato) di Berlino.
Tra le sue opere, si ricordano le danze per liuto, le gagliarde, in parte dedicate alle personalità dell'aristocrazia di corte, come per esempio la Galliarda della marchesa di Sala, raccolte nei due manoscritti. 
Queste opere si caratterizzarono per uno stile innovatore tendente al monodico, che sostituiva quello contrappuntistico.
Oltre alle danze Santino Garsi da Parma compose, balletti, correnti, balli, moresche, saltarelli.
La sua musica è stata ripresa da Ottorino Respighi in una sua famosa Suite (No.3).
Nell'opera Ruoli farnesiani collaborò con lui il figlio Ascanio, che seguendo le orme paterne fu anche lui strumentista e compositore. 
Il nipote di Santino Garsi da Parma, Donino, fu anch'egli strumentista alla corte parmense, e seguì lo stile del nonno.
Tra gli allievi più noti di Santino Garsi da Parma si annovera Andrea Falconieri.